# Нади, Недо
Не́до На́ди (итал. Nedo Nadi; 9 июня 1894, Ливорно, — 29 января 1940, Рим) — итальянский фехтовальщик, шестикратный олимпийский чемпион. Один из двух фехтовальщиков в истории наряду со своим младшим братом Альдо, выигравший на одной Олимпиаде золото во всех 3 видах оружия — шпаге, рапире и сабле, а также единственный фехтовальщик, выигравший 5 золотых медалей на одной Олимпиаде. Делит с другими выдающимися фехтовальщиками Эдоардо Манджаротти и Валентиной Веццали итальянский рекорд по количеству золотых олимпийских медалей.

## Биография

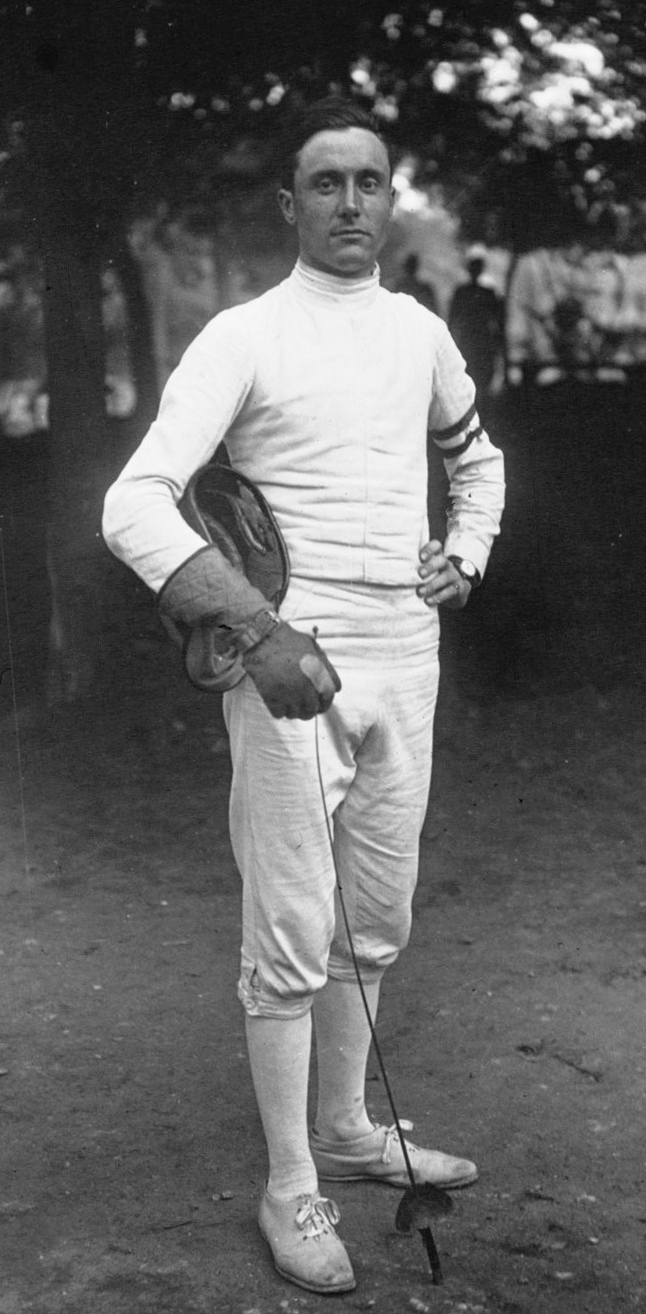
1919 год

Старший сын известного итальянского мастера фехтования Джузеппе «Беппе» Нади, в школе которого вместе с младшим братом занимался рапирой и саблей. Поскольку отец не любил шпагу и запрещал детям фехтовать на них, Недо и Альдо обучались фехтованию на шпагах тайно от него. Между собой Недо и Альдо никогда не соревновались, за исключением единственного товарищеского боя, закончившегося вничью.
Вскоре после победы в личном первенстве рапиристов на Олимпиаде 1912 года Недо уже сражался на фронтах Первой мировой войны и был награждён за храбрость.
Фехтовальный турнир на Олимпиаде 1920 года в Антверпене стал подлинным триумфом 26-летнего знаменосца сборной Италии Недо Нади. Он выиграл золото в 5 из 6 видов программы, и лишь в личном первенстве шпажистов он остался без наград, так как не принял в нём участия.
Лишь спустя 52 года на Олимпиаде 1972 года в Мюнхене американский пловец Марк Спитц сумел побить рекорд Недо Нади по количеству золотых медалей, завоёванных спортсменом на одних Играх — Спитц выиграл семь.
Младший брат Недо Альдо Нади также входил на той Олимпиаде в состав всех трёх фехтовальных команд Италии (шпага, сабля и рапира) и выиграл 3 золотые медали, а также серебро в личном первенстве саблистов. 8 золотых медалей Недо и Альдо на одной Олимпиаде делает их самой успешной парой братьев в истории в рамках одной Олимпиады.
В Олимпиаде 1920 года не принимали участие фехтовальщики из восточной Европы, в том числе сильнейшая сборная Венгрии, которая выиграла больше всего наград в фехтовании на предыдущей Олимпиаде 1912 года в Стокгольме.
После Олимпиады в Антверпене Недо стал профессионалом и работал тренером в одном из клубов Буэнос-Айреса. В конце жизни, после возвращения в Италию, Недо был президентом Итальянской федерации фехтования. Умер в возрасте 45 лет в Риме от инсульта.